# Aristaria theroalis
Aristaria theroalis är en fjärilsart som beskrevs av Druce 1891. Aristaria theroalis ingår i släktet Aristaria och familjen nattflyn. Inga underarter finns listade i Catalogue of Life.